# Chiloepalpus factilis
Chiloepalpus factilis là một loài ruồi trong họ Tachinidae.